# Дечја заштита
Дечја заштита је скуп програма и социјална политика оријентисани на заштиту, бригу и здрави развој деце. У оквиру националног, државног и локалног оквира и извора финансирања услуге дечје социјалне заштите пружају се деци у стању ризика или потребе, као и њиховим породицама од стране јавних или невладиних организација. Циљ ових активности је минимализовање или уклањање услова које децу и породице доводе у ризик и оснаживање породица како би се успешно бринуле о деци као и заштита деце од злоупотребе и злостављања. Услуге могу бити упућене и на директно побољшање емотивног и здравственог стања детета или рад на решавању проблема у понашању. Када је то неопходно, обезбеђују се хранитељске или усвојитељске породице.